# Maison de France (Monaco)
La maison de France, sise au 42 rue Grimaldi à Monaco, est un bâtiment de style Belle Époque de quatre niveaux et qui possède trois grandes salles.
Elle a été inaugurée en 1928 par le prince Louis II. Elle voit défiler les membres de la famille princière de Monaco, de nombreux chefs d’État français du XXe siècle ainsi que Paul Reynaud, la maréchale de Lattre, mesdames Joffre et Blériot, le maréchal Lyautey, l'abbé Pierre, le cardinal Tisserand et les ministres Maurice Schumann, Claude Cheysson et Jean-Pierre Masseret par exemple.

## Histoire

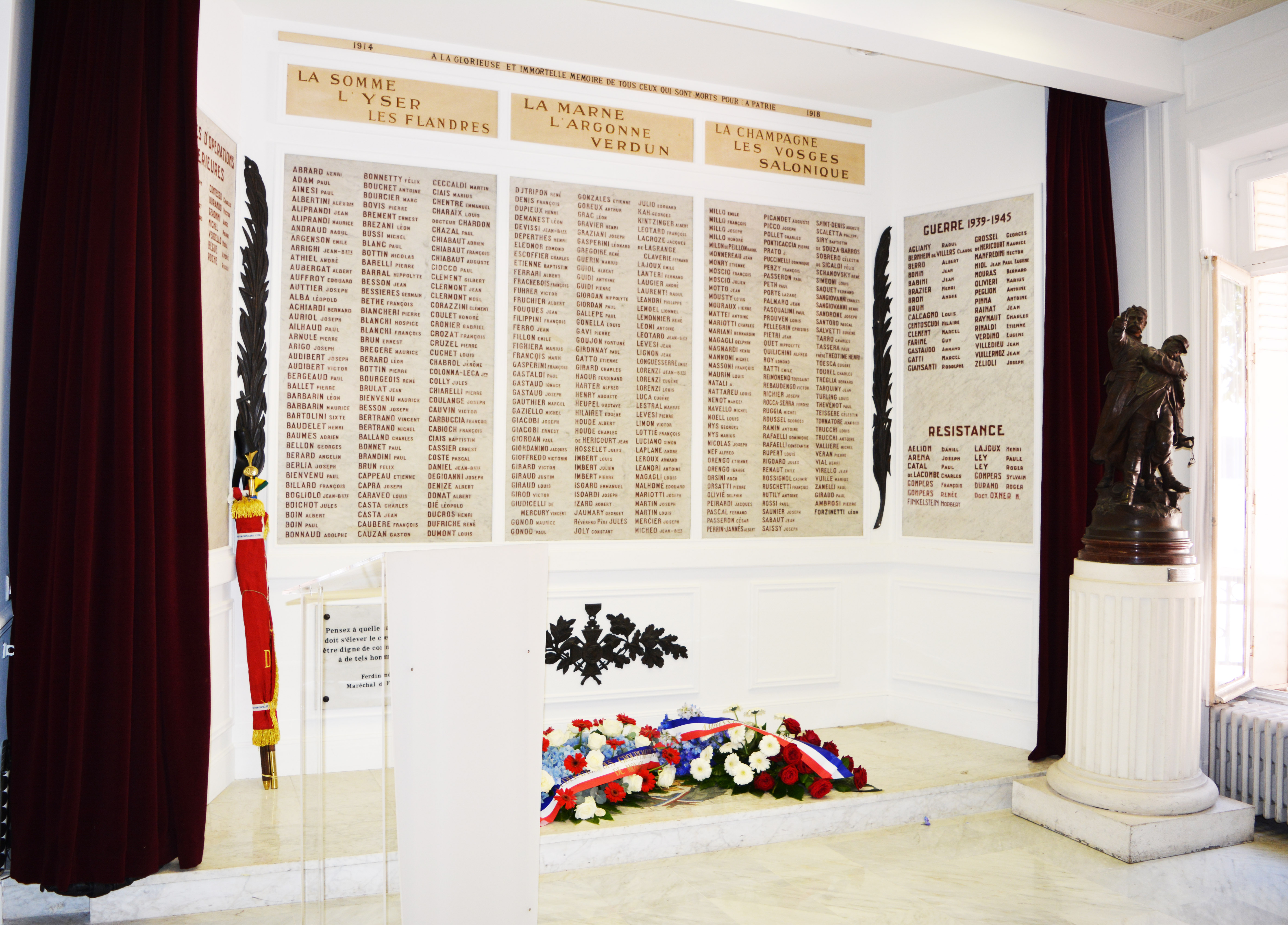
Monument aux morts de la Maison de France

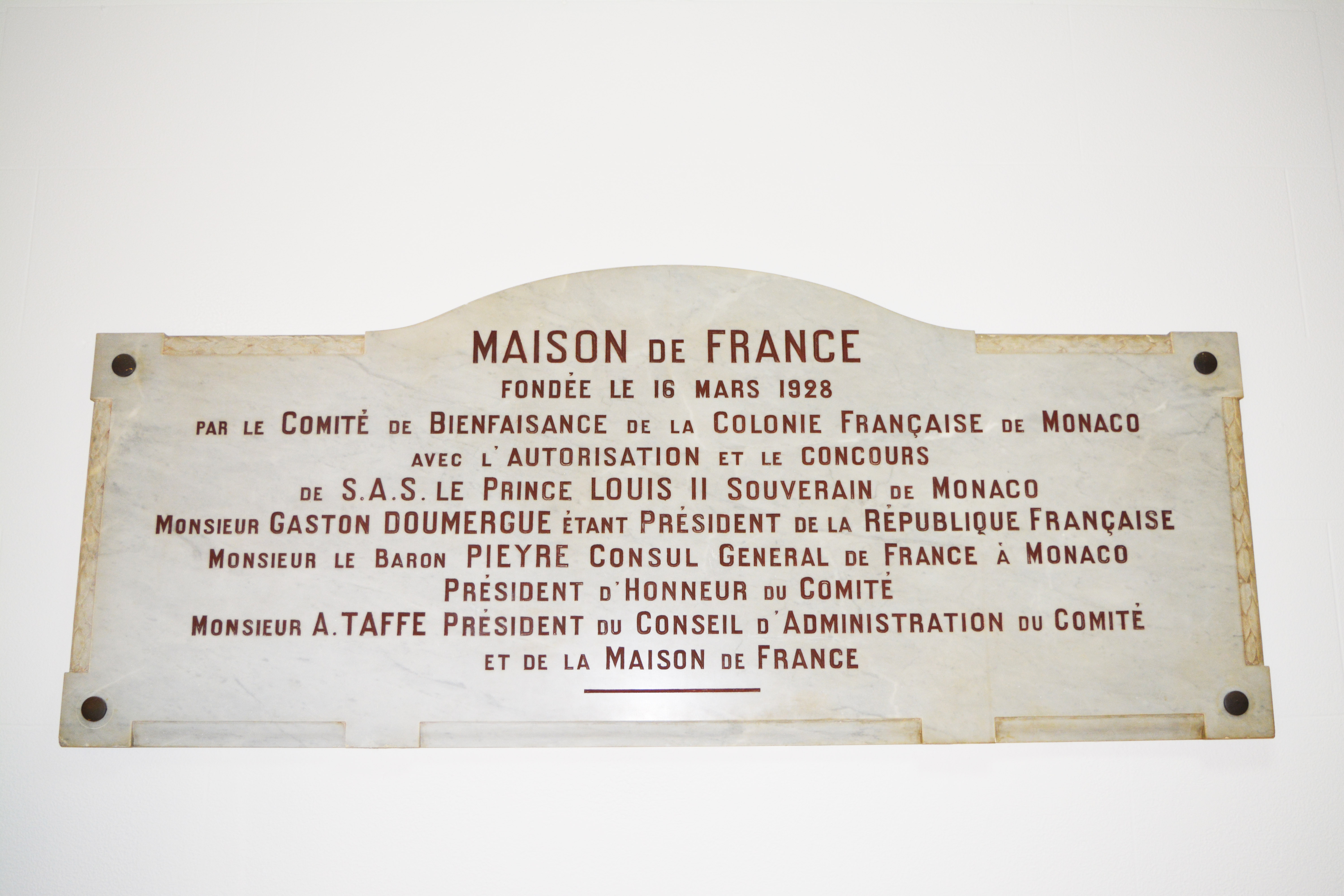
Plaque Maison de France à l'intérieur du bâtiment

La Maison de France a été fondée le 16 mars 1928 par le Comité de bienfaisance de la colonie française de Monaco avec l'autorisation et le concours du prince Louis II souverain de Monaco, Gaston Doumergue (président de la République française), le baron Pieyre (consul général de France à Monaco et président d'honneur du Comité) et A. Taffe (président du conseil d'administration du Comité et de la Maison de France).
La Maison de France a été le siège d'une antenne du Comité national de la Résistance à la fin de la Seconde Guerre mondiale.

## Aspect actuel
Depuis juillet 2014, la Maison de France appartient à l’État monégasque mais héberge les Associations adhérentes à la Fédération des groupements français de Monaco (FGFM). Celle-ci a pour but de développer toute activité propre à promouvoir la pensée et les objectifs culturels, intellectuels, économiques et sociaux, de la France à Monaco, dans le cadre de la communauté de destin entre les deux pays. 
Les associations adhérentes au 1er janvier 2017 sont :  
- le Comité d’entraide des français de Monaco, présidente : Michelle Mauduit-Pallanca 
- l'Association nationale des membres de l’ordre national du Mérite, président : Adrien Viviani 
- l'Association pour le devoir de mémoire-Monaco, président : Pierre Briere 
- la 40ème section des médailles militaires de Monaco/Beausoleil, président : Jean Ithurralde 
- la croix de guerre et valeur militaire, président : Francis Gastaud  
- Rhin et Danube, président : Francis Gastaud 
- la Société des membres de la Légion d’honneur président : Jean-Claude Michel 
- l'Union des français de Monaco, président : Christophe Pisciotta 
- la section Monaco des conseillers du commerce extérieur de la France, président : Jean-Pierre Fonteneau 
La Maison de France est depuis sa création le lieu dans lequel se déroule trois types d'événements : ceux officiels (commémorations, remises de décoration, Journée défense et citoyenneté etc.), ceux culturels (expositions, conférences, projections etc.) et ceux associatifs (réunions de commissions, tenue d'assemblées générales, rassemblements amicaux etc.). 

## Événements

### Officiels
Elle célèbre tous les ans au sein du bâtiment la commémoration de la cérémonie du souvenir des victimes et des héros de la déportation le 27 avril, de la victoire du 8 mai 1945, de l'appel du 18 juin 1940, de la fête nationale française le 14 juillet et de la commémoration de l'armistice du 11 novembre 1918 et l'hommage à tous les morts pour la France.

### Culturels
- Septembre 2014 : exposition sur les débarquements de Normandie et de Provence en 1944 et conférence d'Herbert Traube.
- Mars 2015 : exposition Frontières croisées[3],[4],[5].
- Avril 2015 : exposition L'Art au service du goût[6],[7],[8],[9].
- Septembre 2015 : exposition Rendez-vous sur scène[10]; conférence Danser le monde par Gilles Montelatici.
- Janvier 2016 : conférence de Jacques Boisson sur « La principauté de Monaco et les organismes internationaux : un témoignage ».
- Février 2016 : exposition Autour de Napoléon Bonaparte ; conférence Le vol de l'aigle : les causes du succès par Olivier Ghebali, Les princes de Monaco à l'époque napoléonienne par Alain Pigeard et Monaco sous le Second Empire par David Chanteranne.
- Juin 2016 : conférence économique de la Banque populaire Côte d'Azur « La croissance de l'Europe ne dépend-elle que de la croissance mondiale ? ».
- Juin - Juillet 2016 : exposition La Nature de l'Art, en collaboration avec l'AIAP (Association internationale des arts plastiques), trente-neuf artistes contemporains ont travaillé sur le thème.
- du 1er au 14 juin 2017 : exposition « Maisons de France, carnet de voyage de Virginie Broquet »[11],[12].
- du 19 au 24 juin 2017 : « Musiques en Fête », concerts/rencontres et exposition, en collaboration avec l'Académie de musique et de théâtre Rainier III.